# 黛麗斯
黛麗斯國際有限公司（港交所：0333）是香港製造胸圍集團，其業務主要生產成衣及銷售。
其主要品牌「Marguerite Lee」和「萬多姿」內衣，但缺點的，就是規模空間太小，佔營業額不足百分之2。其中「萬多姿」在2006年6月底全面撤離香港市場。
集團於1991年12月16日在香港交易所主板上市。
香港工業總會副主席及付貨人委員會主席林宣武為集團獨立非執行董事。

## 歷史
- 1963年，「胸圍大王」羅傑倫先生和黃松滄先生在香港共同創立「黛麗斯胸圍製造廠有限公司」，主要生產胸圍產品，當時縫紉機只有二十多台。
- 1970年，「胸圍大王」羅傑倫先生和黃松滄先生開始接手「黛麗斯胸圍製造廠有限公司」，同一時間，縫紉機則有約一百多台。
- 1978年，生產胸圍的縫紉機則已經達至一千多台。
- 1979年，集團開始進軍海外市場，在菲律賓創立「菲律賓萬多姿工業股份有限公司」（Meritlux Industries Philippines, Inc.），縫紉機則已經達至四百多台。
- 1980年，集團和Stephen Fransen Company進行開拓歐洲零售批發市場；集團開始投入中國內地市場，創立「佛山市南海黛麗斯內衣有限公司」廠房，其後在遼寧省大連市開設廠房（已關閉）。
- 1985年，集團進軍日本市場。
- 1988年，集團在泰國第一家廠房，成立「泰國聯慧胸圍製造股份有限公司」（Unique Form Manufacturing（Thailand）Company Limited）。
- 1991年12月16日，集團在香港交易所主板上市。
- 1993年，集團開始購入亞洲進行批發零售下游業務。
- 1996年，集團開始創立「上海巴黎春天百貨」業務，但原董事長羅傑倫先生大舉向銀行借貸，而去投資「上海巴黎春天百貨」業務和非核心業務，引致債台高築。
- 1998年，幸好獲友邦保險控股公司的美國國際集團（AIG）（紐約股份代號：AIG）（東京股份代號：8685.T）、VF Corp、VDV和擁有35年紡織經驗的馮煒堯先生（現任董事長）收購，並透過發行新股及債券，以及出售非核心業務和「上海巴黎春天百貨」予回羅傑倫先生來減債，由原本6億港元減至2.6億港元，重新專注女性內衣業務。
- 1999年，集團在中國龍南縣成立「龍南縣建盈內衣有限公司」和「龍南黛麗斯內衣有限公司」，該公司業務分別模片製造和生產女裝內衣，同時建廠。
- 2000年，集團在泰國成立「泰國黛麗斯內衣製造股份有限公司」和在中國龍南縣開始動工。
- 2003年，集團繼續專注女性內衣業務，去蕪存菁，使財政獲得投資者評價正面支持。
- 2004年，集團中國龍南縣工廠動工完成；財務也重拾正軌。
- 2005年，龙南工业园企业实现产值9170万元，上交税金360万元，安排就业4000人。工贸园全部建成投产后，预计年产值可达4亿元，年创税收可达2000万元，安排就业6000人。

## 外部連結
- 黛麗斯官方網址 topformbras.com （页面存档备份，存于）
- 江西省龙南县黛丽斯工贸园详情 （页面存档备份，存于）